# Melanie Brown
Melanie Janine Brown MBE (Leeds, 29 de maio de 1975), também conhecida como Melanie B ou simplesmente Mel B,  é uma cantora, compositora, personalidade da TV, e atriz britânica, mais conhecida por fazer parte do girl group Spice Girls.
Em 2000, Melanie B lançou seu primeiro álbum solo, Hot, do qual foram extraídos cinco singles de grande sucesso: "Word Up", "Tell Me", "Feels So Good", "Lullaby", e "I Want You Back", com participação Missy Elliott, que alcançou primeiro lugar em vários países.
Em 2005, depois de um longo período dedicando-se a outros projetos, Melanie lançou seu segundo álbum, L.A. State of Mind, do qual foi retirado apenas um single oficial, "Today".

## Biografia
Melanie Janine Brown nasceu em 29 de maio de 1975 em Leeds, West Yorkshire, Inglaterra, sendo a mais velha das duas filhas de Andrea e Martin, imigrantes caribenhos.
Desde criança, Melanie já demonstrava vontade de ser artista e começou a fazer teatro no colégio onde estudava. Aos seis anos subiu ao palco pela primeira vez interpretando um palhaço em uma peça encenada pelo colégio, ganhando um apelido do qual não gostava, 'cabeça de abacaxi', pelo fato de ter os cabelos longos e rebeldes. Melanie era diferente das outras garotas e gostava de brincar só com garotos, por considerar as outras meninas frágeis demais para suas brincadeiras.
Aos 12 anos Melanie iniciou sua formação teatral profissional na Escola de Artes Dramáticas em Leeds. Já aos 14 anos ingressou na conceituada Northern School of Dance de Leeds, onde estudou canto e percussão.
Em 1991 Melanie obteve sua primeira grande conquista ao vencer um concurso de beleza, tendo seu rosto estampado em jornais e revistas. Um ano depois, aos 17 anos, Melanie ganhou destaque ao ser eleita Miss Leeds.
Em 1993 a cantora mudou-se para Londres para tentar carreira no no mundo das artes. Na capital, Melanie ganhou participações em séries de televisão, como em Coronation Street e trabalhou como dançarina.

## Carreira com as Spice Girls
Em 1994 surgiu a primeira grande oportunidade para Melanie. Saia no "The Stage" um anúncio que iria promover a formação de um grupo pop exclusivamente feminino. Melanie respondeu ao anúncio, e após várias etapas, foi escolhida juntamente com Geri Halliwell, Victoria Beckham, Michelle Stephenson e sua ex-companheira de trabalho como dançarina Melanie C, para formar o grupo chamado Touch. Porém Michelle deixou o grupo e em seu lugar entrou Emma Bunton, amiga de Victoria.
Largando os produtores exploradores, as cinco meninas foram morar em um subúrbio de Londres, onde Melanie B e Melanie C dividiam quarto. Lá compuseram novas músicas e coreografias lideradas por Melanie e em uma sessão de academia chegaram a um novo nome para o grupo: Spice Girls.
Com um novo produtor, Simon Fuller, em 1996 lançaram o primeiro single "Wannabe" que se tornou sucesso mundial, chegando ao #1 nas paradas. Foi o primeiro single de estreia de uma banda feminina a alcançar o topo das paradas em mais de 36 países.
O primeiro álbum, Spice trouxe mais 4 singles - todos alcançaram o topo das paradas. Já em 1997 veio o segundo álbum Spice World consolidando o sucesso de três dos quatro singles e ainda o primeiro filme do grupo, que levava o mesmo nome do segundo álbum.
Como todas as integrantes do grupo, Mel B também ganhou um apelido "spice" ("Scary Spice") do editor Peter Loraine, da revista britânica Top of the Pops. Ele teria justificado o apelido ("Spice Assustadora", em tradução livre) dizendo que Mel B., além de ser a maior das garotas, também estava sempre assumindo as rédeas das sessões de fotos do grupo, controlando como e o que deveria ser feito.
Em 1998 Melanie conheceu Jimmy Gulzar, um dançarino da turnê Spice World Tour, e se casaram em setembro do mesmo ano. Na ocasião, Mel estava grávida de sua primeira filha, Phoenix, nascida em fevereiro do ano seguinte. Com o matrimônio, Melanie mudou seu nome artístico de "Mel B" para "Mel G", em referência ao sobrenome do marido. O casal se separou em 2000, e Gulzar foi processado por agredir Melanie e a irmã dela, Danielle. Ele foi considerado culpado, mas a decisão foi revertida posteriormente.
Em 1998, Geri Halliwell anunciou sua saída do grupo, declarando divergência de opiniões. Muito se disse sobre as brigas entre Geri e Melanie B, que eram constantes e poderiam ter causado o rompimento. Após a saída de Geri, Melanie declarou que as Spice Girls seriam um quarteto feliz. Ainda no mesmo ano, lançaram a música "Goodbye".
Depois de algum tempo, em 2000 as Spice Girls lançaram finalmente seu terceiro álbum, Forever, e mais dois singles #1. Logo após, as Spice Girls anunciaram seu fim como um grupo, separando-se para suas carreiras solo.
De 2000 a 2006, Brown teve um relacionamento com a produtora de cinema Christine Crokos.
Na segunda metade de 2006, Melanie Brown se relacionou com o ator e comediante estadunidense Eddie Murphy, com quem teve seu segundo filho, Angel Iris (nascido em abril de 2007). Ainda durante a gravidez, Murphy questionou a paternidade da criança que foi confirmada por um exame de DNA em junho de 2007.

## Carreira solo

### 1998-2003: trilhando o próprio caminho
Em 14 de setembro de 1998, Melanie inicia sua carreira com o single "I Want You Back" em parceria com Missy Elliot. A cantora foi a primeira das Spice Girls a lançar um trabalho independente. O single alcança o primeiro lugar nas rádios do Reino Unido, vendendo por volta de 80.000 cópias só em sua primeira semana e um total de 218.000 cópias. "I Want You Back" ainda chegou ao primeiro lugar em mais dez países, também fazendo parte da trilha sonora do filme "Why Do Fools Fall in Love".
Em 28 de junho de 1999 o segundo single de Melanie, "Word Up", um cover do single dos anos 80 da banda Cameo, é lançado. O single alcançou apenas a décima quarta posição devido a uma má divulgação e vendeu aproximadamente 50.000 cópias no Reino Unido. As vendas dos três primeiros dias de estreia do single não foram contadas, por ocorrer um problema entre os dados, embora isso teria um impacto muito pequeno na posição final do single.
Por causa de sua gravidez Melanie não aparece no vídeo, motivo pelo qual ele é animado. Alguns países censuraram o vídeo por ser considerado "explícito" demais e conter cenas fortes. A música ainda fez parte também da trilha sonora do filme Austin Powers.
No final de 1999 as crises no casamento de Melanie se tornaram públicas, quando seu marido, Jimmy Gulzar tornou-se verbalmente abusivo e agrediu Melanie. Temendo pela segurança sua e de sua filha, Melanie separou-se do marido. O divórcio e o acordo de visitas foram todos a favor de Jimmy, que ganhou milhões do dinheiro de Melanie.
Em 25 de setembro de 2000, depois de mais de um ano sem um novo trabalho, Melanie lança seu terceiro single, "Tell Me". O single entra para a quarta posição nas rádios na primeira semana, variando ligeiramente para a segunda posição, vendendo 40.000 cópias na primeira semana. No single, Melanie canta "Tudo que você amou foi o dinheiro da Mel B". Obviamente, uma alfinetada ao ex-marido Jimmy Gulzar. "Tell Me" vendeu um total de 100.000 cópias no Reino Unido.
Em 9 de outubro de 2000, o primeiro álbum, Hot, é lançado. O álbum seria lançado em setembro, porém foi adiado para não atrapalhar as vendas do single "Tell Me". Hot entrou para o vigésimo oitavo lugar entre os mais vendidos em sua primeira semana, apesar de ter dois de seus singles entre as três primeiras posições. O álbum vendeu em torno de 8.000 mil cópias na primeira semana e um total de 50.000 cópias apenas no Reino Unido, e em torno de 300.000 em todo mundo, chegando ao primeiro lugar em alguns países.
Em 19 de fevereiro de 2001 é lançado o quarto single "Feels So Good". O single, que deveria ter sido lançado em 11 de dezembro de 2000, foi adiado para Melanie promover o álbum Hot por outros países. Além disso, Melanie estava envolvida com novos trabalhos com as Spice Girls, com o lançamento do álbum Forever e os novos singles do grupo, "Holler" e "Let Love Lead The Way".
Assim que lançada, "Feels So Good" teve grande repercussão devido à sua ótima divulgação. O single estreou em segundo lugar nas rádios, porém terminando oficialmente a semana na quinta posição e vendendo 55.000 cópias em sua primeira semana e um total de 138.450 cópias no Reino Unido. "Feels So Good" levou o álbum Hot de volta aos mais vendidos, na posição noventa e cinco em fevereiro, porém essa foi a única vez que o álbum voltou à lista dos cem álbuns mais vendidos.
A Virgin Records, não estava satisfeita com os resultados da carreira a solo de Melanie. Seus singles não alcançavam o esperado pela gravadora e a venda de seus álbuns ia de mal a pior. Começou portanto a circular o rumor de que se o próximo tema de Melanie não fosse um sucesso, a gravadora não investiria mais em seu álbum.
Em 4 de Junho de 2001, é lançado o single "Lullaby", uma canção dedicada a sua filha Phoenix Chi. "Lullaby" foi vista como um sinal vermelho para Melanie, pois se o single fosse um sucesso, a faixa "Hotter" seria lançada como single, deixando a carreira de Melanie em evidência novamente. Porém "Lullaby", sem potencial, alcançou apenas a décima terceira posição nas rádios e caiu muito rapidamente, somente permanecendo no Top 40 por duas semanas e vendendo aproximadamente apenas 30.000 cópias no Reino Unido. Com o baixo desempenho de "Lullaby", a Virgin decide cancelar o lançamento da faixa "Hotter".
Em julho de 2001 estava previsto o relançamento do álbum Hot, adicionando o vídeo de "Lullaby" e mais algumas faixas inéditas, porém os planos nunca vieram a se concretizar.

### 2002-2004: novos projetos
Após o lançamento de "Lullaby" e a finalização do trabalho em seu álbum Hot, Melanie decide dedicar-se a outros trabalhos, sendo convidada a ser apresentadora do reality show This is My Moment, pelo qual recebeu boas críticas. Ainda em 2001, o ex-marido de Melanie agride a irmã da cantora, Danielle Brown, ao tentar levar sua filha consigo longe do horário de visitas estipulado pela justiça.
Em 2002 Melanie é convidada para ser a apresentadora do documentário Voodoo Princess, recebendo boas críticas. A cantora ainda participa da peça Monologos da Vagina, com grande sucesso no Reino Unido. No mesmo ano Melanie escreve sua primeira autobiografia, intitulada Catch a Fire, narrando sobre sua carreira com as Spice Girls e o que acontecia nos bastidores.
Ainda em 2002 Melanie apresentou temporariamente os programas: Top of the Pops, Party in The Park e The All Star Animal Awards e ainda gravou o filme Happy Birthday Oscar Wilde.
Em 2003 a cantora interpretou Claire em alguns episódios da série Burn It. No mesmo ano Melanie ganhou um papel fixo na temporada da série humorística Bo' Selecta, após sua participação em um dos episódios ter sido um grande sucesso.
Em 2004 Melanie muda-se definitivamente para Los Angeles, nos Estados Unidos. Em abril a cantora é convidada para interpretar Mimim no músical da Broadway "Rent", um sucesso de bilheteria, assistido por várias celebridades, dentre elas sua amiga Emma Bunton.
Ainda em 2004 Melanie interpreta Louise no filme de suspense LD:50 Lethal Dose, lançado diretamente em DVD. No mesmo ano, a cantora interpretou o papel de Sandie no filme The Seat Filler produzido por Will Smith, ao lado da cantora das Destiny's Child, Kelly Rowland. No final de 2004 a cantora ainda iniciou as gravações do filme Telling Lies onde encarnou o papel de Maggie Thomas.

### 2005-2006: conturbações
Em 13 de junho de 2005 Melanie retorna à música para lançar seu novo single "Today". O single chegou a uma desapontante posição #41, vendendo apenas 1.000 cópias na sua primeira semana.
Em 27 de junho é lançado o álbum L.A. State of Mind, lançado por uma nova gravadora. O álbum trazia uma sonoridade precária para as músicas, com faixas sem grandes produções como em Hot. L.A. State of Mind estreou em uma desconfortável posição #453, vendendo apenas 670 cópias na primeira semana. Na segunda semana, o álbum baixou para uma vergonhosa posição #1.581.
Além da má produção do álbum, o baixo desempenho deve-se ao fato de Melanie ter escolhido uma gravadora de pequeno porte, fazendo uma pequena e má divulgação do álbum, por não disponibilizar de grandes recursos. Melanie ainda disse que não esperava sucesso em L.A. State of Mind, sendo o álbum apenas um presente para seus fãs. Com o fracasso de "Today", a cantora decidiu finalizar seu trabalho em L.A. State of Mind sem lançar mais singles.
Já em 2006 a cantora interpreta Lonnie, na série Love Thy Neighbor. Em outubro, Melanie declara estar grávida de seu atual namorado, o ator Eddie Murphy. Ao saber da gravidez, Eddie Murphy abandona Melanie e convoca a imprensa, declarando que a filha que a cantora espera não era fruto do relacionamento dos dois, por terem dormido juntos apenas uma vez.
Em 3 de Abril de 2007, Melanie dá luz à sua segunda filha, Angel Iris, no Hospital Santa Monica. Alguns dias após o nascimento de sua filha, Melanie concede uma entrevista onde declara que a filha é fruto de seu relacionamento com Eddie Murphy e que a criança já havia sido registrada com o sobrenome do ator. Em maio de 2007 Melanie entra com um processo de investigação de paternidade contra Eddie Murphy, que resultou na comprovação de que o ator é pai de Angel Iris. Eddie declarou que irá assumir a paternidade da criança, mas não conviverá com ela.
Ainda em junho de 2007 Melanie participou do programa Dancing With The Stars nos Estados Unidos, chegando ao segundo lugar, recebendo carinho dos americanos.

### 2007-2008: turnê com as Spice Girls
Em 28 de junho de 2007, Melanie Brown aparece com as companheiras do grupo Spice Girls pelas ruas de Londres anunciando o retorno do grupo para o lançamento de um álbum e de uma turnê mundial.
O single "Headlines (Friendship Never Ends)", é lançando em 19 de outubro, sendo tema do Victoria's Secret Fashion Show e do Children in Need de 2007. Já em 14 de novembro é lançado o álbum Greatest Hits, com os maiores sucessos do grupo e duas faixas inéditas.
Ainda em novembro, Melanie e as outras Spice Girls protagonizam dois comerciais para a maior rede de supermercados do Reino Unido, a Tesco, para o Natal e o Ano Novo. Já em 2 de dezembro de 2007 inicia-se a turnê The Return of The Spice Girls, com os maiores sucessos do grupo, em Vancouver, no Canadá. Na turnê a cantora abriu mão de cantar um de seus sucessos, escolhendo a música de Lenny Kravitz, Are You Gonna Go My Way, para cantar em sua apresentação independente.
Em 2007, durante a passagem da turnê por Las Vegas, nos Estados Unidos, Melanie se casa secretamente com seu namorado, o produtor Stephen Belafonte, surpreendendo a todos, inclusive as amigas do grupo Spice Girls. A relação durou até 2017.
Em janeiro de 2008, a faixa "Voodoo" é lançada como single na Austrália. Já em fevereiro, a turnê das Spice Girls chega ao fim, levando cada integrante de volta à carreira solo.

### Carreira na TV e atualidade
Com o término dos shows de reencontro das Spice Girls em 2007, Melanie voltou a investir na carreira na TV, apresentando por duas vezes o concurso de beleza Miss Universo. Em 2011, Brown entrou para a versão australiana do The X Factor como substituta de Kyle Sandilands. Em fevereiro de 2012, Brown também foi anunciada para substituir Sonia Kruger como apresentadora da versão australiana de Dancing with the Stars, Mel também fez parte do The X factor no Reino Unido e Austrália, porém,  Brown não retornou para quinta série do The X Factor da Austrália.
Em 2013 foi convidada pela NBC para integrar o júri do América Got Talent. Durante este período  também apresentou frequentemente o Today Show da NBC importante programa da TV americana, desde então Melanie tem se tornado uma forte figura da TV americana. Em setembro de 2013, Brown lançou seu 1º single em oito anos," for once in my life" que foi top 2 da Billboard Hot Dance. Em 2014, Brown se juntou ao painel de técnicos da primeira e única versão australiana do The Voice Kids.
Mel fez parte do júri do America's Got Talent de 2013 a 2018, voltando novamente em 2025. Em 2017, Darci Lynne, botão dourado de Mel B, venceu o programa.

## Discografia
- Hot (2000)
- L.A. State of Mind (2005)

## Filmografia

### Televisão
- 1993: Coronation Street   (July)
- 2000: Fish    (Kate)
- 2001: This Is My Moment    (Apresentadora)
- 2002: Voodoo Princess    (Documentário)
- 2003: Bo' Selecta   (Várias personagens)
- 2003: Burn It   (Claire)
- 2004: Rent - Músical da Broadway   (Mimi)
- 2006: Love Thy Neighbor   (Lonnie)
- 2007: Dancing With The Stars    (Participante)
- 2008: Access Hollywood   (Apresentadora)
- 2008: Step It Up and Dance  (Ela mesma)
- 2008: Miss Universe 2008  (Ela mesma)

### Cinema
- 1997: Spice World - The Movie  (Melanie B)
- 1998: Creche Landing  (Lola)
- 2002: Happy Birthday Oscar Wilde   (Caroline)
- 2004: LD:50 Lethal Dose   (Louise)
- 2004: The Seat Filler   (Sandie)
- 2005: Telling Lies   (Maggie Thomas)
- 2006: Love Thy Neighbor  (Lonnie)
- 2013: Twelve Trees of Christmas